# 9.ª Cúpula das Américas
A IX Cúpula das Américas foi realizada em Los Angeles, Estados Unidos, de 6 a 10 de junho de 2022. O tema era "Construindo um futuro sustentável, resiliente e equitativo".

## Contexto
A Casa Branca anunciou Los Angeles, Califórnia, como cidade anfitriã em janeiro de 2022.  Como anfitrião, os Estados Unidos selecionam o local da cúpula e seus participantes. Os Estados Unidos não convidaram Cuba, Venezuela e Nicarágua para a cúpula, pois esses países são acusados de ter líderes eleitos de forma não democrática. 
O presidente do México, Andrés Manuel López Obrador, ameaçou pular a cúpula e enviar seu secretário de Relações Exteriores em seu lugar se os três países em disputa não forem convidados. Os países membros plenos da CARICOM e a Bolívia declararam que não participarão da cúpula se todos os países não forem convidados. O presidente da Guatemala, Alejandro Giammattei, afirmou que não participaria da cúpula depois que os EUA criticaram a recondução da procuradora-geral corrupta daquele país, María Consuelo Porras . 
O Departamento de Estado dos Estados Unidos liderou esforços para galvanizar o apoio à cúpula e impedir que outras nações não compareçam.  O governo comunista cubano e o presidente da Nicarágua Ortega informaram que não comparecerão à cúpula se convidados.  Os primeiros convites iniciais foram emitidos, mas nenhuma lista de nomes de países foi divulgada. O secretário de Estado Adjunto para Assuntos do Hemisfério Ocidental, Brian A. Nichols, afirmou que os EUA não convidarão países que não respeitem a democracia. 
No nível diplomático, a cúpula permitirá que Biden se encontre com alguns presidentes. Entre eles o brasileiro Jair Bolsonaro, Os dois discutirão questões bilaterais e globais, insegurança alimentar, resposta econômica à pandemia, saúde e aquecimento global.

## Líderes de delegação

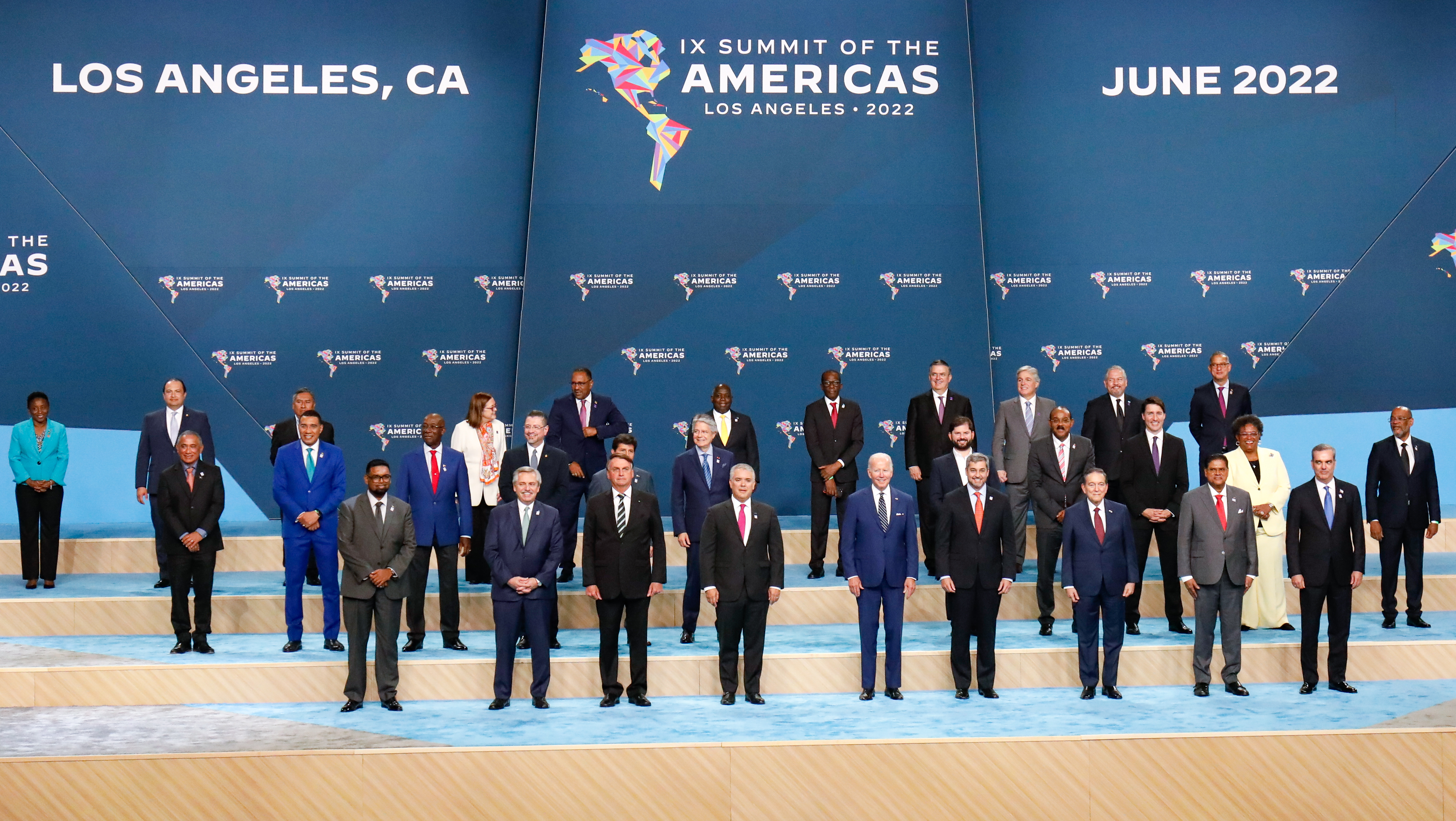
Foto oficial da IX Cúpula das Américas.

| País                     | Líder de delegação                               |
| ------------------------ | ------------------------------------------------ |
| Antígua e Barbuda        | Primeiro-ministro Gaston Browne                  |
| Argentina                | Presidente Alberto Fernández                     |
| Bahamas                  | Primeiro-ministro Philip Davis                   |
| Barbados                 | Primeira-ministra Mia Mottley                    |
| Belize                   | Primeiro-ministro Johnny Briceño                 |
| Bolívia                  | Presidente Luis Arce                             |
| Brasil                   | Presidente Jair Bolsonaro                        |
| Canadá                   | Primeiro-ministro Justin Trudeau                 |
| Chile                    | Presidente Gabriel Boric Font                    |
| Colômbia                 | Presidente Ivan Duque                            |
| Costa Rica               | Presidente Rodrigo Chaves Robles                 |
| Dominica                 | Primeiro-ministro Roosevelt Skerrit              |
| Ecuador                  | Presidente Guilhermo Lasso                       |
| El Salvador              | Presidente Nayib Bukele                          |
| Estados Unidos           | Presidente Joe Biden                             |
| Granada                  | Primeiro-ministro Keith Mitchell                 |
| Guatemala                | Presidente Alejandro Giammattei                  |
| Guyana                   | Presidente Irfaan Ali                            |
| Haiti                    | Presidente Ariel Henrique                        |
| Honduras                 | Presidente Xiomara Castro                        |
| Jamaica                  | Primeiro-ministro Andrew Holness                 |
| México                   | Secretário de Relações Exteriores Marcelo Ebrard |
| Panamá                   | Presidente Laurentino Cortizo                    |
| Paraguay                 | Presidente Mario Abdo Benítez                    |
| Peru                     | Presidente Pedro Castillo                        |
| República Dominicana     | Presidente Luis Abinader                         |
| São Cristóvão e Neves    | Primeiro-ministro Timothy Harris                 |
| Santa Lúcia              | Primeiro-ministro Philip J. Pierre               |
| São Vicente e Granadinas | Primeiro-ministro Ralph Gonçalves                |
| Suriname                 | Presidente Chan Santokhi                         |
| Trindade e Tobago        | Primeiro-ministro Keith Rowley                   |
| Uruguai                  | Presidente Luis Lacalle Pou                      |